# Jacques de Ganay
Jacques de Ganay, né le 6 septembre 1843 à Pau, mort le 30 mai 1899 à Paris, est un général français.

## Biographie
Petit-fils du général Antoine-Charles de Ganay et de James-Alexandre de Pourtalès, fils du marquis Charles-Alexandre de Ganay (en), ministre plénipotentiaire, Jacques-Henry-Jean de Ganay entre à l'École militaire de Saint-Cyr en 1863, puis à l'École impériale de cavalerie, et devient officier d'instruction à l'École de cavalerie de Saumur.
Sous-lieutenant au 1er régiment de hussards en 1865, il assiste aux Campagnes d'Afrique et est promu lieutenant au 3e régiment de chasseurs d'Afrique le 14 août 1870
Prenant part à la Guerre franco-allemande de 1870, il est blessé d'une balle dans le bras lors de la charge de la division Margueritte à Sedan. Malgré sa blessure, il porte seul sur ses épaules, pour le conduire à une ambulance, Montfort qui gisait alors au sol avec la jambe broyée. Le roi Guillaume lui envoie son médecin personnel en apprenant la blessure de Ganay, mais il s'évade néanmoins de l'hôpital en passant par dessus les murs. Il passe capitaine au 1er régiment de dragons le 15 novembre 1870.
En 1872, il est nommé attaché militaire à Washington.
À son retour en France, en 1873, il devient l'officier d'ordonnance du président de la République française, le maréchal de Mac Mahon, et le restera jusqu'à sa démission de la présidence de la république en 1879,.
Chef d'escadron en 1878, puis lieutenant-colonel en 1884, il est nommé commandant supérieur du Cercle de Laghouat. Il est promu colonel au 10e régiment de dragons en 1888, puis commandant du 13e régiment de dragons en 1890.
Il devient général de brigade en 1893 et prend le commandement de la 2e brigade de dragons.
Général de division en 1897, il est nommé commandant de la Division d'Oran en remplacement du général Boitard. Il est membre du Conseil supérieur de l'Algérie.
Il meurt le 30 mai 1899, à l'âge de 55 ans, chez les Frères hospitaliers de Saint-Jean-de-Dieu à Paris. Ses obsèques ont lieu en la basilique Sainte-Clotilde de Paris, le 2 juin 1899
Une rue de la ville d'Oran fut baptisée en son honneur. Elle a été rebaptisée du nom de Krachaî Ghali.

### Vie familiale

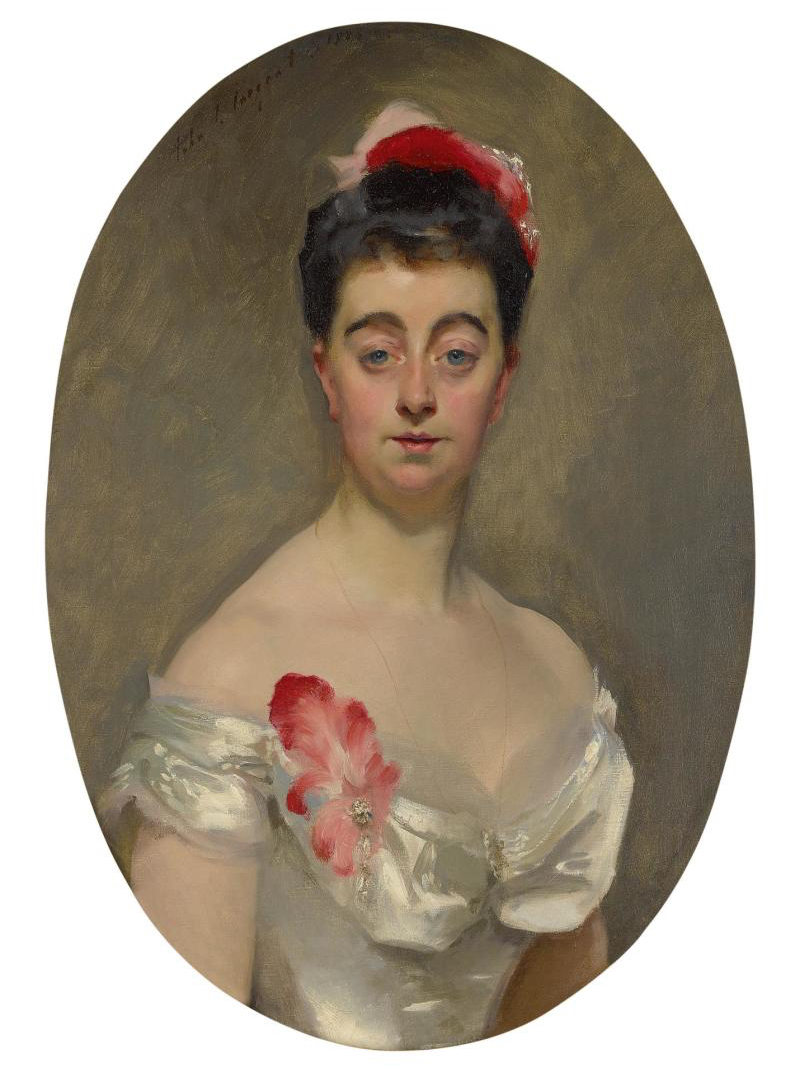
Portrait de Renée de Maillé de La Tour-Landry (1851-1933), comtesse Jacques de Ganay (peint par John Singer Sargent).

En 1874, au château de Châteauneuf-sur-Cher, Jacques de Ganay épouse Renée de Maillé de La Tour-Landry, petite-fille du duc Charles de Maillé de La Tour-Landry et de Rainulphe d'Osmond, et future présidente d'honneur de la Société de secours aux militaires coloniaux (Croix verte française). Ils seront les parents du général Charles de Ganay (1875-1942), commandant de la cavalerie d'Algérie, du père jésuite Maurice de Ganay (1877-1933), aumônier militaire, ainsi que du capitaine Henry et d'Élie de Ganay, tous deux morts pour la France en 1914.

## Décorations et distinctions
- Officier de la Légion d'honneur
- Médaille coloniale